# Tongdosa
Tongdosa ('Salvação do mundo através do domínio da verdade')  é um templo budista coreano da Ordem Jogye, localizado na parte sul do Mt. Chiseosan perto da cidade de Yangsan, Gyeongsangnam-do, na Coreia do Sul.